# Александър Барт
Александър Жан-Люк Барт (на френски: Alexandre Jean-Luc Barthe) е френски футболист, защитник.
Между 2009 г. и 2015 г. Барт става 6 пъти поред шампион на България – два пъти с Литекс (Ловеч) и четири пъти с Лудогорец (Разград).

## Кариера
Възпитаник е на школата на АС Сент Етиен. Играе като централен защитник, но може да се изявява и като десен краен бранител. Умее да бележи голове с глава при включванията си в атака при изпълнение на ъглови удари. Първият си професионален договор подписва с Родез АФ. Юношески национал на своята страна от 15-годишен и има над 70 повиквателни за различните формации. Европейски шампион с екипа на Франция на неофициалното първенство за младежи, за каквото се смята турнирът в Тулон.
През 2006 г. е поканен на проби в английския Дарби Каунти, за който играе контролен мач срещу Нотс Каунти и оставя добри впечатления. Английският клуб изявява готовност да го привлече, но точно тогава клубният бос е разследван за финансови злоупотреби и това спира трансфера. 

### Литекс
Пристига в Литекс през лятото на 2008 г. и подписва 4-годишен договор. Официален дебют за „оранжевите“ прави на 9 август 2008 г. в мач от А ПФГ за победата с 3:0 при гостуването на Славия в София . Оставя трайна следа след тригодишно пребивавне в „Литекс“, след което преминава в разградския „Лудогорец“.

### Лудогорец
През първия си сезон в Лудогорец е с основен принос за постигнатия требъл от отбора като изиграва 29 от 30 шампионатни мача с отбелязани 3 гола и става шампион, носител на купата, и суперкупата на България. След това става още три поредни пъти шампион на България с Лудогорец.

### Грасхопър
На 12 юни 2015 г. става играч на швейцарския Грасхопър, с който сключва тригодишен договор като свободен агент.

### ЦСКА София
На 1 септември 2017 г. Барт подписва с ЦСКА (София).
На 8 септември 2017 г. прави своя дебют за ЦСКА (София), при победата над Верея (Стара Загора) с 3:0 като заменя в 85-ата минута Николай Бодуров. През лятото на 2018 г. е освободен от ЦСКА (София).

## Рекорди
Към 2015 г. Барт е единственият чужденец в българското първенство, който е завоювал 6 поредни шампионски титли (две с „Литекс“ и 4 с „Лудогорец“). Общият брой на титлите му в България към 2015 г. е 12 като 6 трофея от тях са от купа и суперкупа на България .

## Успехи
Литекс Ловеч
- Шампион (2):2009-10, 2010-11
- Купа на България - 2009
- Суперкупа на България - 2010

 Лудогорец (Разград)
- Шампион (4):2011-12, 2012-13, 2013-14, 2014-15
- Купа на България (2):2011/12, 2013/14
- Суперкупа на България - 2011/12, 2013/14